# 絕命異次元3
《絕命異次元3》是一款由Visceral Games開發及EA發行之第三人稱射擊生存恐怖遊戲，它是《絕命異次元2》之續作，於2012年6月4日於E3展首度亮相，2013年2月在PS3、Xbox360、Windows平台上發行。

## 遊戲特色
界面及戰鬥大致沿用前作（詳看《絕命異次元》及《絕命異次元2》），存檔功能從手動定點儲存改為自動儲存。遊戲首次增設人類敵人，為了應對人類敵人使用的槍械，而另增加了翻滾及掩護動作，也繼續增加死靈變體和防護服種類。有別於前二作只可藉由拾獲的藍圖以獲得新武器，主角除此以外也可利用從各處拾獲的武器部件，於「武器台」（前二作之工作台但外觀和作業界面被重新設計）組裝更多不同款式之武器，為配合此變更，彈藥從以往一款只適用一種武器更改為通用性彈藥。商店功能被融合至武器台，防護服改良功能則被移至防護服更換室（更換功能自商店獨立分出）。
多人模式改為雙人合作模式，玩家可於網上隨時加入或離開另一位玩家的遊戲進度（雙人合作時部分對話內容和數量會與單人模式有所差異），此外遊戲也增設三個只限雙人合作的選擇性任務。

## 劇情
2213年，寒冷的星球塔弗兰提斯（Tau Volantis）上兩名主權殖民地聯盟軍（Sovereign Colonies Armed Forces）士兵按指示取回一件名為解碼器（Codex）之物品，離開時途中遇上雪崩導致其中一人身亡，生還的士兵向長官報告後隨即被槍殺，長官於消除解碼器內藏之資料後亦自殺身亡。
2514年（絕命異次元2事件後三年），地球政府軍最後兩名士兵羅伯特·諾頓（Robert Norton）上尉及約翰·卡沃爾（John Carver）中士尋獲正在月球殖民地躲避的CEC工程師艾薩克·克拉克（Issac Clarke），希望他能協助尋找下落不明的愛莉·朗弗德（Ellie Langford）及其隊伍。三人出發後不久即遇上宗教團體統一教（Unitology）激進分子攻擊，艾薩克與二人分路逃走時被策劃攻擊的首領丹尼克·雅各布（Jacob Danik）擒獲並目睹位於月球殖民地內的外星遺跡神印（Marker）被啟動，死靈變體爆發隨即發生，艾薩克逃脫後與諾頓及卡沃爾會合乘坐飛艇前往愛莉最後發出求救訊號的地點：塔弗兰提斯星域。飛艇在進入塔弗兰提斯星域後不久撞上浮雷被毀，艾薩克等人逃至滿佈死靈變體之聯盟軍艦隊殘骸，並與愛莉及其隊伍成員珍妮弗·桑托斯（Jennifer Santos）和奧斯特·巴克爾（Austin Buckell）會合，艾薩克也發現諾頓與愛莉已是情侶關係。艾薩克其後從牆上的神印印記解讀出200年前聯盟軍之考察隊寫下了「關掉它」（Turn it off）的語句並提及一台「機器」，愛莉即認為塔弗兰提斯是神印的發源地。雖然諾頓因擔心愛莉安全而提出反對，但各人均贊同尋找可用飛船降落塔弗兰提斯。星域內的浮雷和殘骸使飛船於降落途中被毀，艾薩克和卡沃爾亦與眾人分離。二人於一已廢棄殖民設施中發現垂危的巴克爾，但巴克爾因體溫過低不久死去。
二人從記錄得悉聯盟軍於200年前發現埋於星球地下之外星死靈變體並欲作出研究，但由於導致死靈變體爆發而迫使軍隊殺死所有生還者及消滅所有資料以避免爆發擴大。在與眾人會合並決定尋找考察隊200年提及的機器後，諾頓因認為艾薩克有意爭奪愛莉而使二人關係緊張，不久統一教士兵追至並向眾人作出攻擊，艾薩克、卡沃爾及諾頓被擒：諾頓聯絡丹尼克並定下協議交出艾薩克換取一艘飛艇與愛莉返回地球，但丹尼克欲違反協議把諾頓也殺死，艾薩克隨即反抗並與卡沃爾擊退丹尼克及其手下，此時一隻巨型死靈變體現身攻擊眾人，艾薩克與卡沃爾擊敗牠後受諾頓以槍指嚇，認為艾薩克的存在為眾人帶來危險，艾薩克於自衛下把諾頓射殺。
艾薩克、愛莉、卡沃爾及桑托斯決定繼續任務。桑托斯表示解碼器可利用於一山區已荒廢研究所內一名為羅賽塔（Rosetta）的實驗體重新編寫，但於前往途中受死靈變體攻擊而被桑托斯犧牲致死。三人其後發現羅賽塔本為塔弗兰提斯原居民，此星球亦非神印發源地：塔弗兰提斯原居民多年前與人類同樣發現了神印，大量複製後導致死靈變體爆發，神印發動「聚合」（Convergence）把一眾死靈變體吸收融合，成為體積足以媲美衛星之「神印之月」（Brethren Moon）（統一教視之為神聖之死後統一），但殘存之原居民在過程完成前建造了一台機器把星球冷卻逼使神印之月進入睡眠狀態，考察隊所寫下之「關掉它」實為神印發出之訊息，希望機器被關掉使神印之月完成。解碼器完成後三人隨即被統一教發現，丹尼克於威脅殺死卡沃爾及愛莉下迫使艾薩克交出解碼器，艾薩克趁機啟動實驗室毒氣系統把丹尼克以外士兵殺死，但愛莉被毒氣所困無法逃走。
艾薩克及卡沃爾追趕丹尼克至位於地底之機器所在地並奪回解碼器。二人從更多記錄中得悉解碼器既可把機器關掉也可毀滅神印之月，但在丹尼克以愛莉作質（愛莉從排氣管道逃走但被擒獲）下只得再次交出解碼器。機器於被關掉後聚合繼續，地下城及機器被扯往神印之月，丹尼克被碎片擊中身亡，艾薩克著愛莉乘坐統一教飛艇離開後與卡沃爾擊敗神印之月並調整機器設定，神印之月被毀後與二人墜落塔弗兰提斯，愛莉於宇宙確認神印訊號消失後帶淚獨自返回地球。

### 追加下載內容
承接主線劇情，艾薩克與卡沃爾擊敗神印之月墜落塔弗蘭提斯表面後醒來發現自己仍然生還（二人推斷是機器所救）。二人啟程尋找飛艇離開時出現幻覺，發現死靈變體危機仍然存在：宇宙內有其他神印之月。為返回地球作出警告，二人先以一艘統一教飛艇離開塔弗蘭提斯返回宇宙，再從聯盟軍殘骸設施中修復一艘可用飛艇，但艾薩克此時認為神印之月欲透過二人獲悉地球位置並引發死靈變體爆發而拒絕修理，卡沃爾認為艾薩克失去理智而二人均出現互相戰鬥之幻覺，此幻覺卻被另一幻覺中止：神印之月已知地球位置，只為阻止二人向地球發出警告而以幻覺進行妨礙。在成功返回地球宙域後，二人從與地球之通訊中發現死靈變體已在襲擊人們：各神印之月已到達地球。